# Kurkisaari (ö i Mellersta Finland)
Kurkisaari är en ö i Finland. Den ligger i sjön Keurusselkä och i kommunen Keuru i den ekonomiska regionen  Keuru ekonomiska region  och landskapet Mellersta Finland, i den södra delen av landet, 230 km norr om huvudstaden Helsingfors. Öns area är 3,1 hektar och dess största längd är 360 meter i sydväst-nordöstlig riktning.